# Dessalement par pays
Il existe environ 22 000 usines de dessalement opérationnelles dans le monde en 2024. En 2022 elles n'étaient que 16.000. Réparties dans 177 pays, qui génèrent environ 95 millions de m3 d'eau douce par jour, des usines de micro-dessalement sont installées à proximité de presque toutes les installations de gaz naturel ou de fracturation hydraulique aux États-Unis, ainsi que dans les secteurs du textile, du cuir et de l'alimentation.

## Usines de dessalement opérationnelles
Le tableau suivant est une liste des usines de dessalement en activité à travers le monde. Les critères d’inclusion sur cette liste sont :
- Usine en cours d'exploitation ;
- Capacité d'au moins 100 000 mètres cubes par jour (ou plus grande usine du pays concerné) ;
- Exclusion des usines de dessalement utilisées pour l'exploitation minière.

| Country              | Territory          | City             | Name                                                | Capacity (per day)               | Coordinates                                                     | Completion    |
| -------------------- | ------------------ | ---------------- | --------------------------------------------------- | -------------------------------- | --------------------------------------------------------------- | ------------- |
| Algeria              | Aïn Témouchent     | Béni Saf         | Beni Saf Desalination Plant                         | 200,000 m3 (261,590124 yd3)      | 35°21′36″N 1°15′55″W / 35.3600°N 1.2653°W                       | 2009          |
| Algeria              | Algiers            | Algiers          | Hamma Desalination Plant                            | 200,000 m3 (261,590124 yd3)      | 36°45′05″N 3°04′47″E / 36.7515°N 3.0796°E                       | 2008          |
| Algeria              | Boumerdès          | Djinet           | Cap Djinet Desalination Station (Reverse Osmosis)   | 100,000 m3 (130,795062 yd3)      | 36°50′43″N 3°41′23″E / 36.8453°N 3.6897°E                       | 2012          |
| Algeria              | Boumerdès          | Djinet           | Cap Djinet 2 Desalination Station (Reverse Osmosis) | 300,000 m3 (392,385186 yd3)      | 36°50′18″N 3°41′35″E / 36.83825786730228°N 3.693022298104756°E  | 2025          |
| Algeria              | Chlef              | Ténès            | Tenes Desalination Plant                            | 200,000 m3 (261,590124 yd3)      | 36°30′15″N 1°13′35″E / 36.5042°N 1.2265°E 36.014149, 0.128339   | 2015          |
| Algeria              | El Tarf            | Berrihane        | Koudiet Eddraouche Desalination Plant               | 300,000 m3 (392,385186 yd3)      | 36°53′07″N 8°05′05″E / 36.88535046700062°N 8.084690594315557°E  | 2025          |
| Algeria              | Mostaganem         | Mostaganem       | TEC Sonaghter Desalination Plant                    | 200,000 m3 (261,590124 yd3)      | 36°00′51″N 0°07′42″E / 36.0141°N 0.1283°E                       | 2012          |
| Algeria              | Oran               | Mers El Hadjadj  | Magtaa Reverse Osmosis (RO) Desalination Plant      | 500,000 m3 (653,97531 yd3)       | 35°47′10″N 0°09′00″W / 35.7860°N 0.1499°W                       | 2014          |
| Algeria              | Oran               | Aïn El Kerma     | Cap Blanc Desalination Plant                        | 300,000 m3 (392,385186 yd3)      | 35°41′08″N 0°58′59″W / 35.68562207396319°N 0.9830090202913193°W | 2025          |
| Algeria              | Skikda             | Skikda           | Skikda Desalination Plant                           | 100,000 m3 (130,795062 yd3)      | 36°52′57″N 6°57′57″E / 36.8826°N 6.9659°E                       | 2009          |
| Algeria              | Tipaza             | Fouka            | Fouka Desalination Plant                            | 120,000 m3 (156,9540744 yd3)     | 36°40′43″N 2°45′44″E / 36.6786°N 2.7621°E                       | 2008          |
| Algeria              | Tipaza             | Fouka            | Fouka 2 Desalination Plant                          | 300,000 m3 (392,385186 yd3)      | 36°40′32″N 2°45′10″E / 36.67558663968185°N 2.7528849010127896°E | 2025          |
| Algeria              | Tlemcen            | Souk Tlata       | Souk Tlata Desalination Plant                       | 200,000 m3 (261,590124 yd3)      | 35°04′14″N 2°00′07″W / 35.0706°N 2.002°W                        | 2011          |
| Algeria              | Tlemcen            | Honaine          | Tlemcen Hounaine Desalination Plant                 | 200,000 m3 (261,590124 yd3)      | 35°10′55″N 1°38′48″W / 35.1819°N 1.6466°W                       | 2011          |
| Australia            | New South Wales    | Sydney           | Sydney Desalination Plant                           | 250,000 m3 (326,987655 yd3)      | 34°01′29″S 151°12′18″E / 34.02475°S 151.205136°E                | 2012          |
| Australia            | Queensland         | Gold Coast       | Gold Coast Desalination Plant                       | 125,000 m3 (163,4938275 yd3)     | 28°09′25″S 153°29′49″E / 28.157°S 153.497°E                     | 2009          |
| Australia            | South Australia    | Adelaide         | Adelaide Desalination Plant                         | 300,000 m3 (392,385186 yd3)      | 35°05′49″S 138°29′02″E / 35.097°S 138.484°E                     | 2012          |
| Australia            | Victoria           | Dalyston         | Victorian Desalination Plant                        | 410,000 m3 (536,2597542 yd3)     | 35°05′49″S 138°29′02″E / 35.097°S 138.484°E                     | 2012          |
| Australia            | Western Australia  | Cape Preston     | Cape Preston Desalination Plant                     | 140,000 m3 (183,1130868 yd3)     |                                                                 | 2012          |
| Australia            | Western Australia  | Perth            | Perth Seawater Desalination Plant                   | 130,000 m3 (170,0335806 yd3)     | 32°12′11″S 115°46′23″E / 32.203°S 115.773°E                     | 2006          |
| Australia            | Western Australia  | Binningup        | Southern Seawater Desalination Plant                | 270,000 m3 (353,1466674 yd3)     | 33°07′44″S 115°42′11″E / 33.129°S 115.703°E                     | 2012          |
| Bahrain              | Muharraq Island    | Al Hidd          | Al Hidd Desalination Plant                          | 272,760 m3 (356,7566111112 yd3)  | 26°13′21″N 50°39′45″E / 26.222515°N 50.6625°E                   | 2000          |
| Barbados             | Saint Michael      | Bridgetown       | Ionics Desalination Plant                           | 30,000 m3 (39,2385186 yd3)       | 13°07′26″N 59°37′42″W / 13.1239°N 59.6283°W                     | February 2000 |
| Chile                | Atacama Region     | Caldera          | Caldera Desalination Plant                          | 100,000 m3 (130,795062 yd3)      | 27°03′23″S 70°50′24″W / 27.0563°S 70.8400°W                     | January 2022  |
| China                | Tianjin            | Tianjin          | Beijing Desalination Plant                          | 200,000 m3 (261,590124 yd3)      | 38°46′47″N 117°30′13″E / 38.7797°N 117.5035°E                   |               |
| Cyprus               | Larnaca            | Larnaca          | MN Larnaca Desalination Co                          | 64,000 m3 (83,70883968 yd3)      | 34°52′09″N 33°37′51″E / 34.8691°N 33.6309°E                     |               |
| Germany              | Schleswig-Holstein | Helgoland        | Combined Desalination Plants for Island             | 150,000 m3 (196,192593 yd3)      | 54°10′28″N 7°53′26″E / 54.174421°N 7.890677°E                   |               |
| India                | Tamil Nadu         | Chennai          | Minjur Seawater Desalination Plant                  | 100,000 m3 (130,795062 yd3)      | 13°19′01″N 80°20′17″E / 13.31694°N 80.33806°E                   | July 25, 2010 |
| India                | Tamil Nadu         | Nemmeli          | Nemmeli Desalination Plant                          | 100,000 m3 (130,795062 yd3)      | 12°42′14″N 80°13′32″E / 12.7038°N 80.2256°E                     | 2012          |
| Israel               | Central            | Palmachim        | Palmachim Desalination Plant                        | 123,000 m3 (160,87792626 yd3)    | 31°56′11″N 34°42′41″E / 31.9364°N 34.7115°E                     | May 2007      |
| Israel               | Central            | Palmachim        | Sorek Desalination Plant                            | 625,000 m3 (817,4691375 yd3)     | 31°56′37″N 34°43′57″E / 31.9436°N 34.7324°E                     | 2013          |
| Israel               | Haifa              | Hadera           | Hadera Desalination Plant                           | 348,000 m3 (455,16681576 yd3)    | 32°27′57″N 34°53′07″E / 32.4658°N 34.8852°E                     | December 2009 |
| Israel               | Southern           | Ashdod           | Mekorot's Desalination Plant                        | 274,000 m3 (358,37846988 yd3)    | 31°50′59″N 34°41′08″E / 31.8497°N 34.6856°E                     | December 2015 |
| Israel               | Southern           | Ashkelon         | Ashkelon Desalination Plant                         | 329,000 m3 (430,31575398 yd3)    | 31°38′07″N 34°31′22″E / 31.6353°N 34.5228°E                     | August 2005   |
| Kazakhstan           | Mangystau          | Aktau            | Innovation Projects Engineering                     | 74,000 m3 (96,78834588 yd3)      | 43°39′02″N 51°09′19″E / 43.6506°N 51.1552°E                     | 1967          |
| Kuwait               | Ahmadi             | Mina Abd Allah   | Shuaiba North Desalination Plant                    | 136,000 m3 (177,88128432 yd3)    | 29°02′08″N 48°09′12″E / 29.0355°N 48.1533°E                     |               |
| Kuwait               | Ahmadi             | Mina Abd Allah   | Shuaiba South Desalination Plant                    | 205,000 m3 (268,1298771 yd3)     | 29°01′56″N 48°09′19″E / 29.0323°N 48.1554°E                     |               |
| Kuwait               | Ahmadi             | Zour             | Az-Zour Desalination Plant                          | 524,000 m3 (685,36612488 yd3)    | 28°44′11″N 48°15′10″E / 28.7363°N 48.2527°E                     |               |
| Kuwait               | Capital            | Shuwaikh         | Shuwaikh Desalination Plant                         | 225,000 m3 (294,2888895 yd3)     | 29°21′12″N 47°56′29″E / 29.353452°N 47.9415°E                   |               |
| Kuwait               | Jahra              | Doha             | Doha East Desalination Plant                        | 191,000 m3 (249,81856842 yd3)    | 29°22′27″N 47°47′22″E / 29.3743°N 47.7894°E                     |               |
| Kuwait               | Jahra              | Doha             | Doha West Desalination Plant                        | 502,000 m3 (656,59121124 yd3)    | 29°22′20″N 47°47′03″E / 29.3722°N 47.7841°E                     |               |
| Kuwait               | Jahra              | Subiya           | Subiya Desalination Plant                           | 455,000 m3 (595,1175321 yd3)     | 29°40′12″N 47°58′17″E / 29.6701°N 47.9714°E                     |               |
| Malta                | Southern Region    | Siġġiewi         | Għar Lapsi Reverse Osmosis Plant                    | 20,000 m3 (26,1590124 yd3)       | 35°49′43″N 14°25′07″E / 35.8286°N 14.4185°E                     | 1982          |
| Maldives             | Kaafu Atoll        | Malé             | Malé Water & Sewerage Company                       | 11,000 m3 (14,38745682 yd3)      | 4°10′16″N 73°30′30″E / 4.171046°N 73.508391°E                   | 2003          |
| Mexico               | Baja California    |                  | [ 4 ]                                               | 27,648 m3 (36,16221874176 yd3)   |                                                                 | 1960          |
| Morocco              | Souss-Massa        | Chtouka Aït Baha | Chtouka Aitbaha Desalination Plant                  | 400,000 m3 (523,180248 yd3)      | 30°08′23″N 9°38′55″W / 30.1397°N 9.6485°W                       | 2022          |
| Oman                 | Al Batinah South   | Ar Rumays        | Barka 4 Desalination Plant                          | 281,000 m3 (367,53412422 yd3)    | 23°42′27″N 57°58′27″E / 23.7075°N 57.9742°E                     | 2018          |
| Qatar                | Al Wakrah          | Doha             | Ras Abu Fontas                                      | 160,000 m3 (209,2720992 yd3)     | 25°12′21″N 51°36′59″E / 25.2057°N 51.6163°E                     | 1981          |
| Saudi Arabia         | Eastern Province   | Jubail           | Saline Water Conversion Corporation                 | 1 009 000 m3 (1,31972217558 yd3) | 26°54′13″N 49°45′39″E / 26.9035°N 49.7608°E                     | 2000          |
| Saudi Arabia         | Eastern Province   | Khobar           | Saline Water Conversion Corporation                 | 432,280 m3 (565,4008940136 yd3)  | 26°10′44″N 50°12′25″E / 26.1788°N 50.2069°E                     | 2000          |
| Saudi Arabia         | Mecca Province     | Jeddah           | Saline Water Conversion Corporation                 | 364,000 m3 (476,09402568 yd3)    | 21°07′03″N 39°11′28″E / 21.1176°N 39.1911°E                     | 1994          |
| Saudi Arabia         | Mecca Province     | Jeddah           | Shuaiba Desalination Plant SWCC                     | 582,290 m3 (761,6065665198 yd3)  | 20°40′12″N 39°31′36″E / 20.6700°N 39.5268°E                     | 2001          |
| Saudi Arabia         | Medina Province    | Yanbu            | Saline Water Conversion Corporation                 | 321,420 m3 (420,4014882804 yd3)  | 23°51′47″N 38°22′41″E / 23.8630°N 38.3781°E                     | 1998          |
| United Arab Emirates | Abu Dhabi          | Al Shuweihat     | Al Shuweihat S1                                     | 459,000 m3 (600,34933458 yd3)    | 24°09′54″N 52°34′11″E / 24.16509°N 52.56972°E                   | 2001          |
| United Arab Emirates | Abu Dhabi          | Al Shuweihat     | Al Shuweihat S2                                     | 459,000 m3 (600,34933458 yd3)    | 24°09′25″N 52°34′09″E / 24.15694°N 52.5692°E                    | 2009          |
| United Arab Emirates | Abu Dhabi          | Al Taweelah      | Taweelah A1                                         | 231,800 m3 (303,182953716 yd3)   | 24°45′37″N 54°40′47″E / 24.76038°N 54.67974°E                   | 1999          |
| United Arab Emirates | Abu Dhabi          | Al Taweelah      | Taweelah A2                                         | 382,000 m3 (499,63713684 yd3)    | 24°45′40″N 54°40′57″E / 24.76104°N 54.68258°E                   | 2000          |
| United Arab Emirates | Abu Dhabi          | Al Taweelah      | Taweelah B                                          | 736,000 m3 (962,65165632 yd3)    | 24°45′57″N 54°41′12″E / 24.76581°N 54.68659°E                   | 2005          |
| United Arab Emirates | Abu Dhabi          | Al Taweelah      | Al Taweelah RO                                      | 909,200 m3 (1 189,188703704 yd3) | 24°45′46″S 54°41′44″E / 24.762833°S 54.695556°E                 | 2022          |
| United Arab Emirates | Abu Dhabi          | Mirfa            | Mirfa International Power and Water Company plant   | 241,000 m3 (315,21609942 yd3)    | 24°07′16″N 53°26′49″E / 24.121°N 53.447°E                       | 2014          |
| United Arab Emirates | Abu Dhabi          | Umm Al Nar       | Umm Al Nar plant                                    | 432,000 m3 (565,03466784 yd3)    | 24°26′05″N 54°29′15″E / 24.4348°N 54.48762°E                    | 2003          |
| United Arab Emirates | Dubai              | Jebel Ali        | Jebel Ali Power Plant and Water Desalination        | 2 227 600 m3 (2,91280603074 yd3) | 25°03′32″N 55°07′05″E / 25.059°N 55.118°E                       | 2019          |
| United Arab Emirates | Fujairah           | Fujairah         | Fujairah F1                                         | 595,500 m3 (778,88459421 yd3)    | 25°18′05″N 56°22′16″E / 25.301506°N 56.37111°E                  | 2006          |
| United Arab Emirates | Fujairah           | Fujairah         | Fujairah F2                                         | 600,000 m3 (784,770372 yd3)      | 25°18′30″N 56°22′22″E / 25.308195°N 56.372705°E                 | 2007          |

## Afrique du Sud
La liste suivante recense les sites de désalinisation les plus importants d'Afrique du Sud :
- Usine de dessalement solaire de Witsand
- Mossel Bay : capacité de 15 000 m3/jour
- Transnet Saldanha : capacité de 2 400 m3/jour
- Knysna : capacité de 2 000 m3/jour
- Baie de Plettenberg : capacité de 2 000 m3/jour
- Embouchure de la rivière Bushman : capacité de 1 800 m3/jour
- Baie de Lambert : capacité de 1 700 m3/jour
- Rochers Cannon : capacité de 750 m3/jour

## Algérie
L'Algérie possède 25 usines de dessalement en 2019 réparties le long des 14 wilayas côtières, fournissant 42% de l'eau consommée dans le pays et alimentant 6 millions de personnes ; plusieurs autres usines sont en projet. Le pays projette de porter le nombre d'usines de dessalement à 43 et que l’eau de mer dessalée représente 60% de la consommation nationale.
- Centrale électrique et de dessalement d'Arzew IWPP, Arzew, 90 000 m3/jour[9]
- Cap Djinet, 100 000 m3/jour, osmose inverse[10].
- Souk Tleta de Tlemcen, 200 000 m3/jour
- Tlemcen Hounaine, 200 000 m3/jour
- Béni Saf, 200 000 m3/jour
- Ténès, 200 000 m3/jour
- Fouka, 120 000  m3/jour
- Tipaza, 100 000 m3/jour[9]
- Skikda, 100 000 m3/jour
- Usine de dessalement d'eau de mer du Hamma 200 000 m3/jour, construite par General Electric[11].
- Mostaganem, (Sonaghter) 200 000 m3/jour[12]
- Usine de dessalement par osmose inverse (RO) de Magtaa 500 000 m3/jour, Oran.

## Allemagne
La production d'eau douce de l'île d'Helgoland est assurée par deux usines de dessalement utilisant la technologie de l'osmose inverse.

## Arabie Saoudite
La compagnie publique Saline Water Conversion Corporation (SWCC), créée en 1974 par le gouvernement d'Arabie Saoudite, produit 4 600 000 m3/jour grâce à ses 28 usines de dessalement, soit 69 % de la production du royaume, qui lui-même assure 22 % de la production mondiale d'eau par dessalement en 2015.
La liste ci-dessous répertorie en partie les installations de dessalement en Arabie Saoudite : 
- Usine d'osmose inverse de Corniche (culture) (exploitée par SAWACO)
- Jubail 1 400 000 m3/jour[15]
- Usine de North Obhor (exploitée par SAWACO)
- Rabigh 7 000 m3/jour (exploité par wetico)
- prévu pour achèvement en 2018 Rabigh II 600 000 m3/jour (en construction Saline Water Conversion Corporation)[16].
- Usine de dessalement et d'énergie de Ras Al-Khair (exploitée par Saline Water Conversion Corporation) Une usine hybride desservant Riyad construite en 2014 et produisant 1 036 000 m3/jour d'eau et 2 400 MW d'électricité[17].
- Shuaibah III 150 000 m3/jour (exploité par Doosan)
- Usine de la corniche sud de Djeddah (SOJECO) (exploitée par SAWACO )
- Distillation multi-effets Yanbu (MED), Arabie saoudite 146 160 m3/jour[18].

## Australie
La sécheresse du millénaire (1997-2009) a provoqué une crise d’approvisionnement en eau dans une grande partie du pays. La combinaison d’une consommation accrue d’eau et d’une diminution des précipitations en Australie a poussé les gouvernements des États à se tourner vers la désalinisation. En conséquence, plusieurs usines de dessalement à grande échelle ont été construites.
La technologie la plus utilisée est l'osmose inverse (SWOR). Elle contribue désormais à l’approvisionnement en eau domestique de plusieurs grandes villes australiennes, dont Adélaïde, Melbourne, Sydney, Perth et la Gold Coast. Bien que le dessalement ait contribué à sécuriser l’approvisionnement en eau, il est gourmand en énergie (environ 140 $/ML),,.
Un nombre croissant d'usines SWRO à petite échelle sont utilisées par l'industrie pétrolière et gazière (sur terre et en mer), par les sociétés minières pour alimenter les réseaux de transport de minerai, ainsi que sur les îles offshore pour approvisionner les touristes et les résidents.

## Bahreïn
Achevée en 2000, l'usine de dessalement d'Al Hidd sur l'île de Muharraq utilise un procédé flash à plusieurs étapes (MSF) et produit 272 760 mètres cubes d'eau douce par jour. La station de transport de distillat d'Al Hidd fournit 410 millions de litres d'eau distillée, stockée dans une série de réservoirs en acier de 45 millions de litres.
Une fois la troisième phase de construction achevée, l'usine de dessalement de l'eau de mer par osmose inverse (SWRO) de Durrat Al Bahreïn devait avoir une capacité de 36 000 mètres cubes d'eau potable par jour pour répondre aux besoins d'irrigation et de développement de Durrat Al Bahreïn. L'usine a été conçue par la société de services publics Energy Central Co. Cette même société sera également chargée de l'exploitation de l'ouvrage.

## Barbade
Entre 1994 et 1995, l'île de la Barbade a connu une grave sécheresse, d'une ampleur sans précédent en 50 ans qui a rendu difficile une grande partie de l'approvisionnement en eau potable de l'île, y compris le seul grand hôpital du pays, dans la capitale Bridgetown. Un accord a été négocié avec Ionics Inc. de General Electric pour construire une usine de dessalement par osmose inverse sur la côte sud-ouest de l'île, capable de subvenir aux besoins en eau douce de 20 % des habitants de l'île. L'usine a officiellement été mise en service en février 2000.

## Chili
Les principales usines de désalinisation chiliennes peuvent être résumées dans la liste suivante : 
- Usine de dessalement de Copiapó[30]
- Thorium Power Canada, avec sa filiale DBI Chile, a proposé de construire un réacteur de démonstration au thorium de 10 MW au Chili pour alimenter l'usine de dessalement de 20 millions de litres par jour. Toutes les approbations foncières et réglementaires sont actuellement en cours[31].

## Chine
La Chine exploite une usine de dessalement à Tianjin, qui est une centrale combinée de dessalement et d'électricité au charbon conçue pour atténuer la grave pénurie d'eau dans la ville. Bien que l'installation ait la capacité de produire 200 000 mètres cubes d'eau potable par jour, elle n'a jamais fonctionné à plus d'un quart de sa capacité en raison de difficultés rencontrées avec les entreprises locales et par un manque d'infrastructures locales adéquates.
Le département de l'approvisionnement en eau de Hong Kong disposait d'usines pilotes de dessalement à Tuen Mun et Ap Lei Chau utilisant la technologie de l'osmose inverse. Le coût de production a été estimé entre HK$7,8 et HK$8,4 par mètre cube. Hong Kong possédait autrefois une usine de dessalement à Lok On Pai, Siu Lam.
En 2014, le gouvernement a confirmé la réservation d’un site de 10 hectares à Tseung Kwan O pour la construction d’une usine de dessalement par osmose inverse d’une capacité de production initiale de 50 millions de mètres cubes par an. Les plans prévoient une expansion future jusqu'à une capacité finale de 90 millions de mètres cubes par an, ce qui répondra à environ 10 % de la demande en eau douce de Hong Kong. Des études de faisabilité détaillées, une conception préliminaire et une analyse coût-efficacité devraient être achevées d’ici 2014. Une mise en service est envisagée pour 2020.

## Chypre
Plusieurs usines de dessalement sont en activité sur l'île de Chypre, dont l'une d'elle près de la ville de Larnaca. Une des usines de l'île, à Dhekelia, utilise le système de l'osmose inverse.

## Egypte
En mai 2022, l’Égypte comptait un total de 82 usines de dessalement d’une capacité combinée de 917 000 mètres cubes par jour. La liste ci-dessous offre un bref aperçu des plants qui ont été installés :
- Usines de dessalement de Dahab Dahab 3 600 m 3 /jour achevé en 1999. L'usine du Sud-Sinaï est en cours d'agrandissement pour produire 15 000 m 3 /jour[35]
- Centrales électriques et de dessalement d'Hurgada et de Sharm El-Sheikh
- Centrale électrique et dessalement d'Oyoun Moussa
- Centrale électrique et dessalement de Zaafarana
- Usine de dessalement de Remelah

## Émirats Arabes Unis
Les Émirats arabes unis (EAU) comptent plus de 70 usines de dessalement et dépendent du dessalement pour 42 % de leur eau potable. Le pays abrite certaines des plus grandes usines de dessalement au monde, listées dans le tableau de la première section. Parmi celles-ci figure l'usine de dessalement de Jebel Ali à Dubaï, une installation polyvalente utilisant la distillation à effet flash multiple et capable de produire 2 227 000 mètres cubes d'eau douce par jour, ce qui en fait la plus grande au monde. L'usine de dessalement par osmose inverse d'Al Taweelah est la plus grande usine de ce type au monde, produisant 909 200 mètres cubes d'eau par jour.
Quelques usines de plus petite taille incluent :
- Kalba : capacité de 15 000 m³/jour, construite pour la Sharjah Electricity and Water Authority, achevée en 2010 (opérateur : CH2MHill)[39].
- Khor Fakkan : capacité de 22 500 m³/jour (opérateur : CH2MHill).
- Ghalilah (RAK) : capacité de 68 000 m³/jour (opérateur : Aquatech).
- Hamriyah : capacité de 90 000 m³/jour (opérateur : Aqua Engineering)[17].
- Al Zawrah : capacité de 27 000 m³/jour (opérateur : Aqua Engineering).
- Layyah I : capacité de 22 500 m³/jour (opérateur : CH2MHill).
- Îles Emayil & Saydiat : capacité d’environ 20 000 m³/jour (opérateur : Aqua EPC).
- Île Al Yasat Al Soghrih : capacité de 2 millions de gallons par jour (environ 9 000 m³/jour).
- Une serre à eau de mer a été construite en 2000 sur l'île Al Aryam, à Abou Dhabi, Émirats arabes unis.

## Espagne
Lanzarote est la plus orientale des îles autonomes des Canaries, qui sont d'origine volcanique. C'est l'île la plus proche du désert du Sahara et donc la plus sèche, et ses réserves en eau sont limitées. Une usine de dessalement privée et commerciale a été installée en 1964 pour desservir toute l'île et permettre l'essor de l'industrie touristique. En 1974, l'entreprise a été injectée avec des investissements des gouvernements locaux et municipaux, et une infrastructure plus grande a été mise en place en 1989, le Consortium des eaux de l'île de Lanzarote (INALSA) a été formé.
Un prototype de serre à eau de mer a été construit à Tenerife en 1992.
La liste suivante énumère une partie des usines de dessalement espagnole :
- Alicante II : capacité de 65 000 m3/jour (opérateur Inima).
- Tordera : capacité de 60 000 m3/jour.
- Barcelone : capacité de 200 000 m3/jour (opérateur Degremont), située à El Prat, près de Barcelone. Une usine de dessalement achevée en 2009 était destinée à fournir de l'eau à la zone métropolitaine de Barcelone, en particulier pendant les sécheresses sévères périodiques qui mettent à rude épreuve les quantités disponibles d'eau potable.
- Oropesa : capacité de 50 000 m3/jour (opérateur Técnicas Reunidas).
- Moncofa : capacité de 60 000 m3/jour (opérateur Inima).
- Marina Baja – Mutxamel : capacité de 50 000 m3/jour (opérateur Degrémont).
- Torrevieja : capacité de 240 000 m3/jour (opérateur Acciona).
- Carthagène Escombreras : capacité de 63 000 m3/jour (opérateur Cobra | Tedagua).
- Edam Ibiza et Edam San Antonio : capacités de 25 000 m3/jour (opérateur Ibiza – Portmany).
- Mazarrón : capacité de 36 000 m3/jour (opérateur Tedagua).
- Bajo Almanzora : capacité de 65 000 m3/jour.

## États-Unis

### Texas
Il existe une douzaine de projets de dessalement différents dans l’État du Texas, à la fois pour le dessalement des eaux souterraines et pour le dessalement de l'eau de mer du golfe du Mexique. Cependant, il n’existe actuellement aucune usine de dessalement de l’eau de mer destinée à des fins municipales,.
- El Paso : Les eaux souterraines saumâtres sont traitées à l'usine d'El Paso, au Texas, depuis 2004 environ. Elle produit environ 104 000 mètres cubes d'eau douce par jour (environ 25 % des livraisons totales d'eau douce) par osmose inverse. Le coût de l'eau de l'usine – représentant en grande partie le coût de l'énergie – est environ 2,1 fois supérieure à la production ordinaire d’eau souterraine[44].

### Californie
La Californie compte 17 usines de dessalement. Elles sont soit en cours de construction, soit partiellement construites, soit en phase d'exploration et de planification. La liste des emplacements comprend Bay Point, dans le Delta, Redwood City, sept dans la baie de Santa Cruz / Monterey, Cambria, Oceaneo, Redondo Beach, Huntington Beach, Dana Point, Camp Pendleton, Oceanside et Carlsbad.
- Carlsbad : L'usine de dessalement Claude « Bud » Lewis de Carlsbad a été construite pour un coût d'un milliard de dollars par Poseidon Resources et était la plus grande usine de dessalement des États-Unis lorsqu'elle a été mise en service le 14 décembre 2015[47]. Elle produit 50 millions de gallons par jour pour 110 000 clients dans tout le comté de San Diego.
- Concord : Ouverture prévue en 2020, production de 20 millions de gallons par jour[45].
- Comté de Monterey : Sand City, à trois kilomètres au nord de Monterey, avec une population de 334 habitants, est la seule ville de Californie entièrement alimentée en eau par une usine de dessalement.
- Santa Barbara : L'usine de dessalement Charles Meyer a été construite à Santa Barbara, en Californie, en 1991-1992 comme réserve d'eau d'urgence temporaire en réponse à une grave sécheresse[48],[49]. Bien que ses coûts d'exploitation soient élevés, l'installation n'a besoin de fonctionner que rarement, ce qui permet à Santa Barbara d'utiliser plus largement ses autres ressources[50],[51]. L'usine a été réactivée au printemps 2017.

### Floride

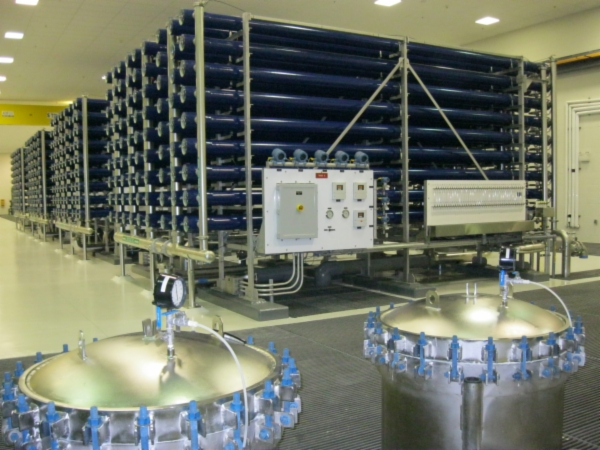
Train de production d'osmose inverse, usine d'osmose inverse de North Cape Coral

En 1977, Cape Coral, en Floride, est devenue la première municipalité des États-Unis à utiliser le procédé RO à grande échelle, avec une capacité opérationnelle initiale de 3 millions de gallons par jour. En 1985, en raison de la croissance rapide de la population de Cape Coral, la ville possédait la plus grande usine d'osmose inverse à basse pression au monde, capable de produire 15 millions de gallons par jour.
En 2012, le sud de la Floride comptait 33 usines de dessalement d'eau saumâtre et deux usines de dessalement d'eau de mer en activité, et sept usines d'eau saumâtre étaient en construction. Les usines de dessalement d'eau saumâtre et d'eau de mer ont la capacité de produire 245 millions de gallons d'eau potable par jour.
Le projet de dessalement de l'eau de Tampa Bay, près de Tampa, en Floride, était à l'origine une entreprise privée dirigée par Poseidon Resources, mais il a été retardé par la faillite des partenaires successifs de Poseidon Resources dans l'entreprise, Stone & Webster, puis Covanta (anciennement Ogden) et son principal sous-traitant, Hydroanautics. Stone & Webster a déclaré faillite en juin 2000. Covanta et Hydranautics se sont associés en 2001, mais Covanta n'a pas réussi à finaliser la caution de construction, puis l'agence Tampa Bay Water a acheté le projet le 15 mai 2002, souscrivant le projet. Tampa Bay Water a ensuite signé un contrat avec Covanta Tampa Construction, qui a produit un projet qui a échoué aux tests de performance. Après la faillite de sa société mère, Covanta a également déposé son bilan avant d'effectuer des rénovations qui auraient satisfait aux accords contractuels. Cela a donné lieu à près de six mois de litige. En 2004, Tampa Bay Water a embauché une équipe de rénovation, American Water/Acciona Aqua, pour ramener l'usine à sa conception originale et prévue. L'usine a été jugée pleinement opérationnelle en 2007, et est conçue pour fonctionner à une capacité maximale de 95 000 mètres cubes d'eau douce par jour,.

### Arizona
- Yuma : L'usine de dessalement de Yuma, en Arizona, a été construite en vertu de la loi de 1974 sur le contrôle de la salinité du bassin du fleuve Colorado pour traiter les flux de retour d'eau agricole saline du district d'irrigation et de drainage de Wellton-Mohawk dans le fleuve Colorado . L'eau traitée est destinée à être incluse dans les livraisons d'eau au Mexique, permettant ainsi de conserver une quantité similaire d' eau douce dans le lac Mead, en Arizona et au Nevada . La construction de l'usine a été achevée en 1992 et elle a été exploitée à deux reprises depuis lors. Avec une capacité totale de 73 millions de gallons par jour d’eau de perméation, c’est la plus grande usine de dessalement des États-Unis. L'usine a été entretenue, mais n'a pas été en grande partie exploitée en raison des réserves suffisantes d'eau douce provenant du cours supérieur du fleuve Colorado[56]. Un accord a été conclu en avril 2010 entre la Southern Nevada Water Authority, le Metropolitan Water District of Southern California, le Central Arizona Project et le US Bureau of Reclamation pour prendre en charge le coût de fonctionnement de l'usine dans le cadre d'un projet pilote d'un an[57].

## Gibraltar
L'eau douce de Gibraltar est produite par un certain nombre d'usines à osmose inverse et de dessalement thermique (MSF). Une usine de démonstration de dessalement par osmose directe y est également en activité.

## Îles Caïmans
Les principales infrastructures de dessalement présentes aux îles Caïmans sont les suivantes :
- Baie de l'Ouest, Baie de l'Ouest, Grand Caïman[59]
- Travaux d'approvisionnement en eau d'Abel Castillo, Governor's Harbour, Grand Caïman[60]
- Britannia, Seven Mile Beach, Grand Caïman[61]

## Inde
L'Inde possède deux usines de dessalement, l'usine de dessalement d'eau de mer de Minjur, et l'usine de Nemmeli, toutes deux à Chennai,.

## Iran
On suppose qu'environ 400 000 m3/j de capacité historique et nouvellement installée sont opérationnelles en Iran. En termes de technologie, les usines de dessalement existantes en Iran utilisent un mélange de procédés thermiques et d'osmose inverse. Le MSF est la technologie thermique la plus largement utilisée, bien que le MED et la compression de vapeur (VC) soient également présents.
Le projet iranien Persian Gulf Water Transfer WASCO a pour objectif d'augmenter la capacité de production d'eau douce dans le pays. Les travaux du plant de dessalement de Bandar Abbas va se dérouler en trois phases, la première étant prévue pour 2024. La capacité de cette usine sera d'un million de mètres cubes par jour,.

## Israël
L'usine de dessalement de Sorek, située au nord de Palmachim et exploitée par Israel Desalination Enterprises, devait produire jusqu'à 26 000 m³ d'eau potable par heure une fois mise en service en juin 2013 (soit environ 228 millions de mètres cubes sur une année entière). Autrefois impensable, compte tenu de l'histoire d'Israël en matière de sécheresse, l'état hébreux peut désormais produire un surplus d'eau douce grâce au dessalement.
En 2014, les programmes de dessalement d'Israël fournissaient environ 35 % de l'eau potable du pays, environ 50 % en 2015. Ce chiffre devrait monter jusqu'à 70 % d'ici 2050. Au 29 mai 2015, plus de 50 pour cent de l’eau destinée aux ménages, à l’agriculture et à l’industrie israéliennes était produite grâce à la désalinisation.
| Emplacement | Date de mise en service | Capacité (millions de m3 /an) | Coût du m3 d'eau | Remarques                                            |
| ----------- | ----------------------- | ----------------------------- | ---------------- | ---------------------------------------------------- |
| Ashkelon    | Août 2005               | 120                           | 2,60 NIS         | (capacité en 2010)                                   |
| Palmachim   | Mai 2007                | 45                            | 2,90 NIS         |                                                      |
| Hadera      | Décembre 2009           | 127                           | 2,60 NIS         |                                                      |
| Sorek       | 2013                    | 228                           | NIS 2.01–2.19    |                                                      |
| Ashdod      | Décembre 2015           | 100                           | 2,40 NIS         | (extension possible jusqu'à 150 millions de m 3 /an) |

Des usines de dessalement supplémentaires répondent à l'ensemble des besoins en eau douce de la ville d’Eilat en dessalinisant un mélange d’eau de puits saumâtre et d’eau de mer. Des plants similaires existent dans l'Arava et dans la plaine côtière méridionale de la chaîne du Carmel.

## Kazakhstan
L'entreprise MAEK-Kazatomprom LLP exploite une usine de dessalement d'eau de mer à Aktau, Mangystau depuis 1967. Sa capacité atteint désormais 74 000 m3/jour. Auparavant, elle faisait partie d'un complexe combiné avec une centrale nucléaire et des centrales électriques au gaz. Au même endroit, se trouve également l'usine de dessalement de Kaspiy, dotée d'une technologie membranaire et dont la capacité atteint 20 000 mètres cubes par jour.

## Koweit
Le Koweït ne possède pas de rivières permanentes. Le pays présente cependant quelques oueds, dont le plus remarquable est celui de Wadi Al-Batin qui forme la frontière entre le Koweït et l'Irak.
Ainsi, au Koweït, le dessalement est la principale source de production d'eau douce, notamment pour les usages domestiques. Il existe actuellement plus de six usines de dessalement dans le pays. L'histoire du dessalement au Koweït remonte à 1951, date à laquelle la première usine de distillation a été mise en service. En 2001, la capacité de dessalement était de 1,65 million de m3/j, dont 1,47 million de m3/j étaient fourni par distillation éclair multi-étage (Multi-stage flash distillation (en) – MSF) et 0,17 million de m3/j par osmose inverse.

## Malte
L'île de Malte dispose de l'usine de dessalement de Ghar Lapsi II, dotée d'une capacité de production de 50 000 mètres cubes d'eau douce par jour.

## Maroc
Il existe plusieurs projets de dessalement en cours au Royaume du Maroc, comme nous pouvons le voir dans le tableau ci-dessous :
| Emplacement       | Date de mise en service | Capacité (millions de m3/an) | Remarques                 |
| ----------------- | ----------------------- | ---------------------------- | ------------------------- |
| Casablanca        | 2030                    | 250                          | Entre 2 et 6 MAD par m 3. |
| Agadir-Sous Massa | 2020                    | 275                          |                           |
| Dakhla            | 2018                    | 30                           | [ 78 ]                    |
| Jorf Lasfar       | 2021                    | 40                           | [ 79 ]                    |

## Mexique
La première usine de dessalement mexicaine a été construite en 1960 avec une capacité de 27 648 m3/jour. En 2006, il y avait 435 usines de dessalement au Mexique avec une capacité totale cumulée de 311 700 m3/jour.

## Norvège
La Norvège est un pays qui rencontre peu ou pas de problèmes d’accès à l’eau. Plus de 99 % de l'approvisionnement en eau de la population provient de sources d'eau douce telles que les lacs, les étangs, les rivières et les eaux souterraines. Il existe cependant trois usines de traitement des eaux en Norvège qui utilisent le dessalement de l'eau de mer et toutes sont situées dans le comté de Nordland, alimentant seulement environ 500 personnes en eau.

## Oman
Une station pilote de traitement de l'eau de mer a été installée en 2004 près de Mascate, en collaboration avec l'Université Sultan Qaboos, offrant au secteur horticole un approvisionnement durable en eau douce sur la côte de Batinah.
La liste suivante offre un aperçu des plants de dessalement opérationnels dans le Sultanat d'Oman :
- Centrale électrique et de dessalement de Ghubrah, Mascate
- Usine d'énergie et de dessalement de Sohar, Sohar
- Usine de dessalement Sur RO, 80 000 m3/jour 2009[82]
- Qarn Alam, 1 000 m3/jour
- Wilayat Diba, 2 000 m3/jour

Il existe au moins deux usines utilisant la technologie d'osmose directe en activité à Oman.
- Al Najdah, 200 m3/jour (construit par Modern Water)[83]
- Al Khaluf[84]

## Palestine
La bande de Gaza dispose d'un plant de dessalement, mis en service en 2007 à Deir el-Balah. L'usine a été construite entre 1997 et 1999, financée par le gouvernement autrichien. Elle a une capacité de production de 600 mètres cubes par jour et est géré par la municipalité. Le coût de fonctionnement était initialement pris en charge par le gouvernement autrichien. L'eau désalinisée est distribuée dans 13 bornes à eau,.
L'utilisation de la désalinisation en Palestine devrait s'accentuer dans les décennies à venir du fait des difficultés rencontrés dans la région pour subvenir à l'ensemble des besoins en eau. Des discussions ont eu lieu pour obtenir un accord entre l'État palestinien et d'autres pays afin de financer de nouveaux projets de dessalement. Israël encourage ce développement et offre aux palestiniens de les former sur la désalinisation. En 2012, le gouvernement français a engagé une subvention à hauteur de 10 millions d'euros pour construire une nouvelle usine. Les pays arabes, coordonnés par Banque islamique de développement, s'engagent à fournir les moitiés des fonds nécessaires pour construire de nouveaux plants de dessalement en Palestine, ceci parallèlement à des investissements européens.

## Pakistan
Une usine de dessalement a été inaugurée le 1er janvier 2018 par le ministre pakistanais des ports et de la navigation dans la ville portuaire de Gwader. Il s’agit de l’une des plus grandes usines de ce type au Pakistan.

## Qatar
L'émirat du Qatar dispose de l'usine de dessalement de Ras Abou Fontas (RAF) A2, d'une capacité de 160 000 m3/jour. Le pays prévoit la construction de deux usines d'une capacité supplémentaire de 735 000 m3/jour.

## Royaume-Uni
La première usine à grande échelle du Royaume-Uni, l'usine de dessalement de l'eau de la Tamise, a été construite à Beckton, dans l'est de Londres, pour Thames Water par Acciona Agua. Elle a été construite en 2010 pour un coût total de 250 millions de livres sterling. L'usine fournit jusqu'à 150 000 mètres cubes d'eau potable par jour, suffisamment pour alimenter près d'un million de personnes.

### Jersey
L'usine a été construite en 1970 dans une carrière abandonnée près de la mer à La Rosière, en Corbière, à l'extrémité sud-ouest de l'île. Il s'agit du premier site de dessalement sur les îles britanniques. Elle est exploitée par Jersey Water.
L'usine d'origine utilisait un procédé de distillation éclair à plusieurs étages (MSF), dans lequel l'eau de mer était bouillie sous vide, évaporée et condensée en un distillat d'eau douce. En 1997, l’usine MSF a atteint la fin de sa durée de vie opérationnelle et a été remplacée par une infrastructure moderne d’osmose inverse. Sa puissance maximale est de 1 750 kW et sa capacité de production est de 6 000 mètres cubes par jour. La consommation d'énergie spécifique est de 6,8 kWh/m3.

## Singapour
Le dessalement de l'eau de mer devrait répondre à 30 % des besoins futurs en eau douce de Singapour d'ici à 2060.
Voici une liste des plants de dessalement opérationnels dans la cité état de Singapour :
- SingSpring, Tuas (2005), 136 380 m3/jour à 3,5 kWh/m3.
- Sungei Tampines (2007), 4 000 m3/jour, dessalinisation à petite échelle à salinité variable.
- Tuas South, Tuas (2013), 318 500 m3/jour, intégré à une centrale électrique à turbine à gaz à cycle combiné de 411 MW sur site[93].
- Tuas (2017) – 137 000 m 3/jour
- Marina East (2020), 137 000 m3/jour. Première usine de salinité variable à grande échelle au monde capable de traiter à la fois l'eau de rivière et l'eau de mer.
- Île de Jurong (2022), 137 000 m3/jour. Situé à côté d'une centrale électrique existante[94].

## Suède
Alors que la Suède continentale peut compter sur de longs fleuves, des milliers de lacs et des eaux souterraines, la nature ensoleillée et sèche de l'archipel de la mer Baltique a entraîné un déficit d'eau sur l'île de Gotland. L'île dispose de deux usines de dessalement de l'eau saumâtre de la mer Baltique, l'une construite en 2016 à Herrvik avec une capacité de production de 480 m3/jour, et une autre d'une capacité de 7 500 m3/jour à Kvarnåkershamn.

## Taiwan
En février 2021, une usine de dessalement d'une capacité journalière de 13 000 tonnes a été construite pour répondre à une situation d'urgence en matière d'eau. L'usine est censée soutenir la production de semi-conducteurs dans la région de Hscinchu, à partir de Nanliao.